# 黑石关站
黑石关站是陇海铁路沿线的一座铁路车站，位于河南省巩义市康店镇黑石关村，建于1908年，目前为四等站，邮政编码为451251。目前客运：办理旅客乘降；不办理行李、包裹托运；货运：办理整车货物发到；不办理罐装危险货物到达。